# Polycitorella
Polycitorella is een geslacht uit de familie Polycitoridae en de orde Phlebobranchia uit de klasse der zakpijpen (Ascidiacea).

## Soorten
- Polycitorella graphicum Monniot F., 2012

Niet geaccepteerde soorten:
- Polycitorella coronaria Monniot F., 1988 → Eucoelium coronarium (Monniot F., 1988)
- Polycitorella hospitiolum (Savigny, 1816) → Eucoelium hospitiolum Savigny, 1816
- Polycitorella mariae Michaelsen, 1924 → Eucoelium mariae (Michaelsen, 1924)
- Polycitorella orientalis Kott, 1990 → Eucoelium orientalis (Kott, 1990)
- Polycitorella pallida Millar, 1962 → Eucoelium pallidus (Millar, 1962)
- Polycitorella peresi Plante & Vasseur, 1966 → Eucoelium peresi (Plante & Vasseur, 1966)
- Polycitorella setoensis Nishikawa, 1980 → Eucoelium setoensis (Nishikawa, 1980)
- Polycitorella stellifera Monniot F. & Monniot C., 2001 → Eucoelium stelliferum (Monniot F. & Monniot C., 2001)